# Pawłowice (powiat Leszczyński)
Pawłowice is een plaats in het Poolse district  Leszczyński, woiwodschap Groot-Polen. De plaats maakt deel uit van de gemeente Krzemieniewo en telt 2000 inwoners.

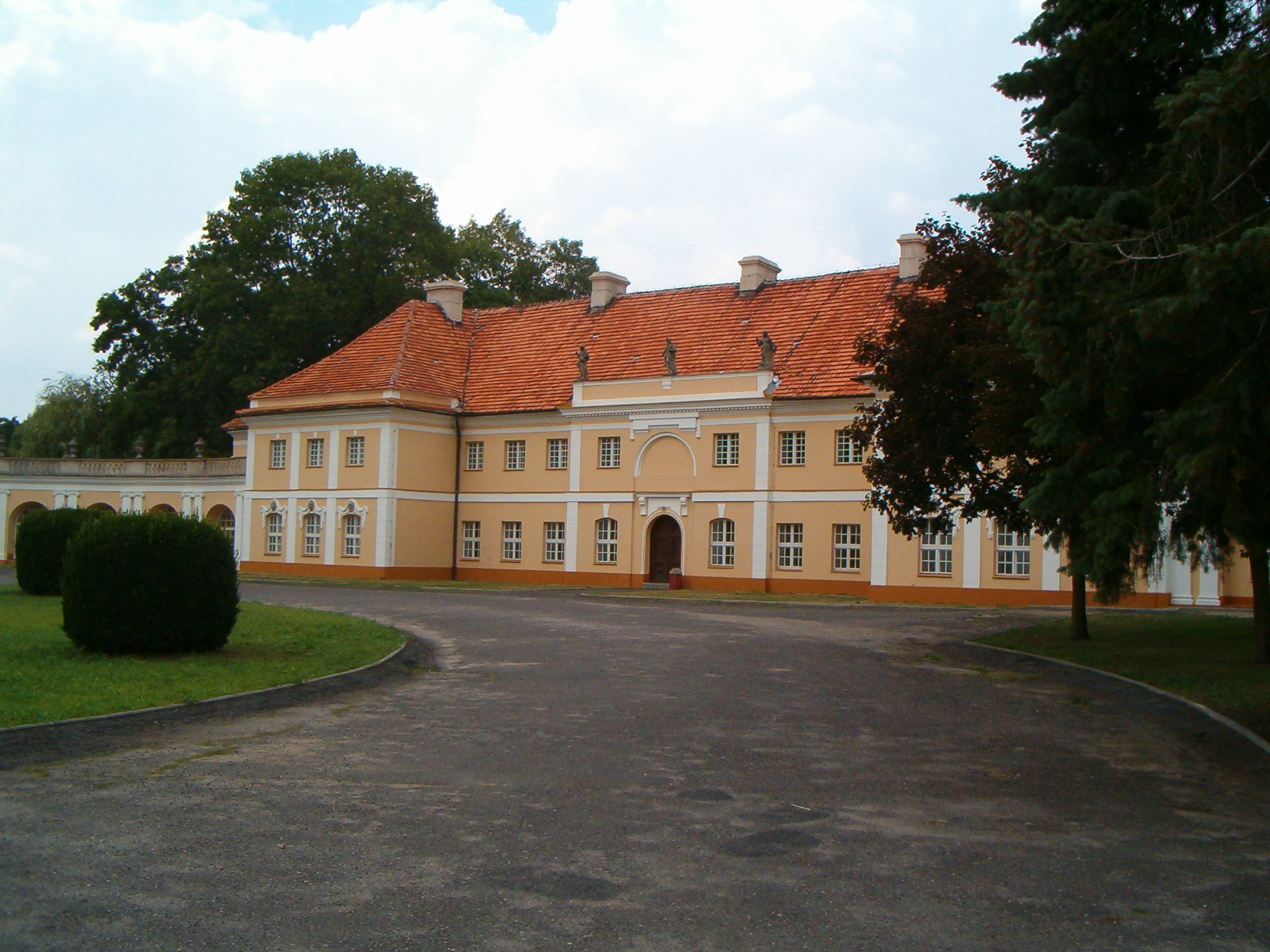
Paleis